# Радухово (Осташковский район)
Радухово — деревня в Осташковском городском округе Тверской области.

## География
Находится в западной части Тверской области на расстоянии приблизительно 8 км на запад-юго-запад по прямой от города Осташков на юго-западном берегу озера Селигер.

## История
Деревня была показана ещё на карте 1825 года. В 1859 году здесь (деревня Осташковского уезда) было учтено 12 дворов, в 1939 — 24. До 2017 года входила в Ботовское сельское поселение Осташковского района до их упразднения.

## Население
Численность населения: 116 человек (1859 год), 11 (русские 100 %) 2002 году, 5 в 2010.